# روتانا موسيقى
روتانا موسيقى هي قناة تلفزيونية فضائية متخصصة في الموسيقى تابعة لمجموعة روتانا، تأسست في عام 2003 بعد أن قام الأمير الوليد بن طلال بشراء قناة art الموسيقى من صاحبها الشيخ صالح كامل وتغير اسمها إلى روتانا موسيقى، تعرض أهم إنتاجات شركة روتانا للصوتيات والمرئيات بشكل حصري لكثير من الفنانين مثل إليسا وخالد عبد الرحمن وتملك أكبر مكتبة موسيقية وتغطي أهم المهرجانات العربية، في العام 2010 توقفت عن إنتاج البرامج كآخر الأخبار ومع حبي وأصحبت روتانا خليجية هي التي تقوم بعرض البرامج.

## أشهر المذيعات
- جومانا بو عيد
- نادين فلاح
- فرح بن رجب
- وفاء الكيلاني
- نانسي ياسين
- نادين إغناطيوس
- رانيا السبع
- ماريال بعيني
- رين سبتي
- ناتالي بركات
- نورة عبد الله